# Priacanthus hamrur
Priacanthus hamrur är en fiskart som först beskrevs av Forsskål, 1775.  Priacanthus hamrur ingår i släktet Priacanthus och familjen Priacanthidae. Inga underarter finns listade i Catalogue of Life.